# Osoba bez zdanitelných příjmů
Osoba bez zdanitelných příjmů, též OBZP, je osoba, která má trvalý pobyt na území České republiky, ale není zaměstnancem, nemá příjmy ze samostatné výdělečné činnosti ani není státním pojištencem (např. studenti, důchodci, rodiče na mateřské nebo rodičovské dovolené, osoby přihlášené na Úřadu práce apod.). Tyto skutečnosti musejí trvat alespoň celý kalendářní měsíc. K povinnostem této osoby patří nahlášení tohoto stavu do osmi dnů od jeho vzniku příslušné zdravotní pojišťovně a platba zdravotního pojištění.
Osobou bez zdanitelných příjmů jsou například nezaměstnaní, kteří nejsou nahlášeni v evidenci Úřadu práce, osoby pracující na dohodu o provedení práce, přičemž měsíční výdělek nepřesahuje 10 tisíc Kč., osoby pouze s příjmy ze svého majetku, nebo studenti po dovršení 26 let (nikoliv doktorandi).
Za nesplnění povinnosti nahlášení tohoto stavu může být osobě uložena pokuta až do výše 10 000 Kč. Tato osoba musí též ze zákona platit zdravotní pojištění vždy do osmého dne následujícího měsíce. V případě nesplnění této povinnosti, popřípadě platbě nižšího pojištění, je naúčtováno penále ve výši 0,05 % z dlužné částky denně.
Zdravotní pojištění se rovná 13,5 % minimální mzdy. Ta v roce 2024 dosahovala částky 18 900 Kč, OBZP tedy musely v témže roce odvádět částku 2552 Kč.